# 立法寺 (北九州市)
立法寺（りゅうほうじ）は、福岡県北九州市小倉北区鋳物師町にある日蓮宗の寺院。山号は安正山。旧本山は小湊誕生寺、親師法縁。増井玄覧（儒学者）と古市自得斎（茶人）の墓所がある。

## 歴史
- 天正18年（1590年）開創。

## 周辺史跡
- 処刑場跡　文化11年（1814年）白黒騒動（小笠原忠固時代の騒動）で吉見陣屋（砲台山）の烽火台に放火した上原余市（儒学者）が火刑に処されたことで知られる。
- 日明浜処刑諸霊塔　処刑場の西端にある供養塔で、享和元年（1801年）当寺の広研院日教が建立したもの。手前に「一字一石塔」がある。

## 参考資料
- 日蓮宗寺院大鑑編集委員会『宗祖第七百遠忌記念出版 日蓮宗寺院大鑑』大本山池上本門寺 (1981年)
- 日蓮宗新聞　2016年10月18日

## 関連寺院
- 龍潜寺（八幡東区）　この寺で出家した智玄院日諦が移転再興した。

座標: 北緯33度53分22.1秒 東経130度52分0.3秒 / 北緯33.889472度 東経130.866750度